# Малиновка (Репкинский район)
Мали́новка (укр. Мали́нівка, бывш. Духовщина) — село Репкинского района Черниговской области Украины, центр сельского совета. Население 155 человек.
Код КОАТУУ: 7424484201. Почтовый индекс: 15043. Телефонный код: +380 4641.

## Власть
Орган местного самоуправления — Малиновский сельский совет. Почтовый адрес: 15043, Черниговская обл., Репкинский р-н, с. Малиновка, ул. Центральная, 22, тел. 4-41-10, факс 4-41-10.
Малиновскому сельскому совету, кроме Малиновки подчинены сёла:
- Голубовка;
- Долгуны;
- Коробки;
- Маньки;
- Пищики.